# 素吉林县
素吉林县，是泰国南部那拉提瓦府的一个县。总面积513.0平方公里，总人口22194人，人口密度43.3人/平方公里（2005年）。

## 行政区划
素吉林县辖有5个区，41个村。